# BK 04 AC LB Spišská Nová Ves
El BK 04 AC LB Spišská Nová Ves es un equipo de baloncesto eslovaco con sede en la ciudad de Distrito de Spišská Nová Ves, que compite en la SBL, la máxima competición de su país. Disputa sus partidos en el Mestská športová hala, con capacidad para 1160 espectadores.

## Posiciones en liga
- 2004 - (1-D2)
- 2005 - (6-Extraliga)
- 2006 - (6)
- 2007 - (6)
- 2008 - (5)
- 2009 - (4)
- 2010 - (4)
- 2011 - (2)
- 2012 - (6)
- 2013 - (5)
- 2014 - (9)
- 2015 - (7)

## Palmarés
- Campeón Copa Eslovaca - 2006
- Semifinales Slovakian Extraliga - 2006, 2007, 2008, 2009, 2010, 2011, 2013

## Jugadores destacados
| - Armin Cengic - Jordan Mason - Andrija Hrkac - Marko Kragic - Jure Lozancic - Martin Vanak - Goran Bulatovic - Oskar Bukowiecki - Artur Mielczarek - Paweł Mróz - Wojciech Myrda - Kacper Sęk - Rafał Stefanik - Maciej Strzelecki - Sasa Avalic - Nikola Radojicic | - Benický - M. Černický - Chromej - Demečko - Ferenc - Majerčák - Koľ - Michalko - Jančurovci - Steinhauser - Sooš - Hovaňák - Rerko - Gajan - S.Vass - Sagula | - Mravčák - Polcer - Koščo - Kráľ - Špiner - Emirhan Turan - Maurice Acker - Daniel Barnes - Stan Brown - Dwight Burke - Louis Craft - Darren Duncan - Jordan Eglseder - Glen Elliott - N'Gai Evans - Timothy Frost | - Kevin Gardner - Marquis Gilstrap - Jermaine Griffin - Alonzo Hird - Corey Jefferson - Louis Johnson - Andrew Jones - Robo Kreps - Rodney Mayes - Jerryck Murrey - Deshawn Painter - Tomcho Sokolov - Jean-Felix Moupegnou - Vladimir Rasic - Luis Guzmán - Nikko Acosta |